# Происхождение (фильм, 2023)
«Происхождение» или «Источник» (англ. Origin) — фильм американского режиссёра Авы Дюверней. Главные роли в нём сыграли Джон Бернтал, Онжаню Эллис, Вера Фармига, Ник Офферман. Фильм участвовал в основной программе 80-го Венецианского кинофестиваля (сентябрь 2023 года).

## Сюжет
Фильм позиционируется как рассказ об «истории современной Америки через призму кастового деления». Сценарий основан на книге «Каста: История нашего недовольства» американской писательницы Изабель Уилкерсон, написанной в жанре нон-фикшен. Уилкерсон стала центральным персонажем картины. Она задаётся вопросом о том, можно ли поставить угнетение темнокожих в Америке в один ряд с Холокостом, и даёт утвердительный ответ.

## В ролях
- Онжаню Эллис — Изабель Вилкерсон
- Джон Бернтал — Бретт Хэмилтон
- Вера Фармига — Кейт
- Одра Макдональд — мисс Хейл
- Ниси Нэш — Мэрион
- Ник Офферман — сантехник Дэйв
- Блэр Андервуд  — Амари Сельван
- Донна Миллз  — миссис Коупленд
- Конни Нильсен — Сабина

## Премьера и восприятие
Фильм показали на 80-м Венецианском кинофестивале в сентябре 2023 года. Он был включён в основную программу и претендовал на «Золотого льва» (это первый фильм режиссёра-афроамериканке в основном конкурсе на Венецианском фестивале). Российский критик Стас Тыркин констатирует, что художественные средства, использованные в «Происхождении», «не самые тонкие и изысканные».